# Flugplatz Ansbach-Katterbach

i7
i11
i13
Der Flugplatz Ansbach-Katterbach (ICAO-Code: ETEB) ist ein Militärflugplatz vier Kilometer östlich von Ansbach. Der frühere Fliegerhorst der Luftwaffe wird heute als Hubschrauberlandeplatz von der United States Army (US Army) genutzt. Die US-Streitkräfte bezeichnen den Stützpunkt als Katterbach Army Airfield beziehungsweise Ansbach Army Heli Pad (Ansbach AHP), die zugehörigen Kasernen sind die Katterbach- und die Bismarck-Kaserne. Der Platz ist der Haupteinsatzplatz der in Europa stationierten CH-47- und UH-60-Transporthubschrauber sowie der AH-64-Kampfhubschrauber der amerikanischen Heeresflieger. Zusammen mit dem nahegelegenen Flugplatz in Illesheim bildet das Areal den Kern der US Army Garrison (USAG) Ansbach.

## Geschichte

### Fliegerhorst der Luftwaffe

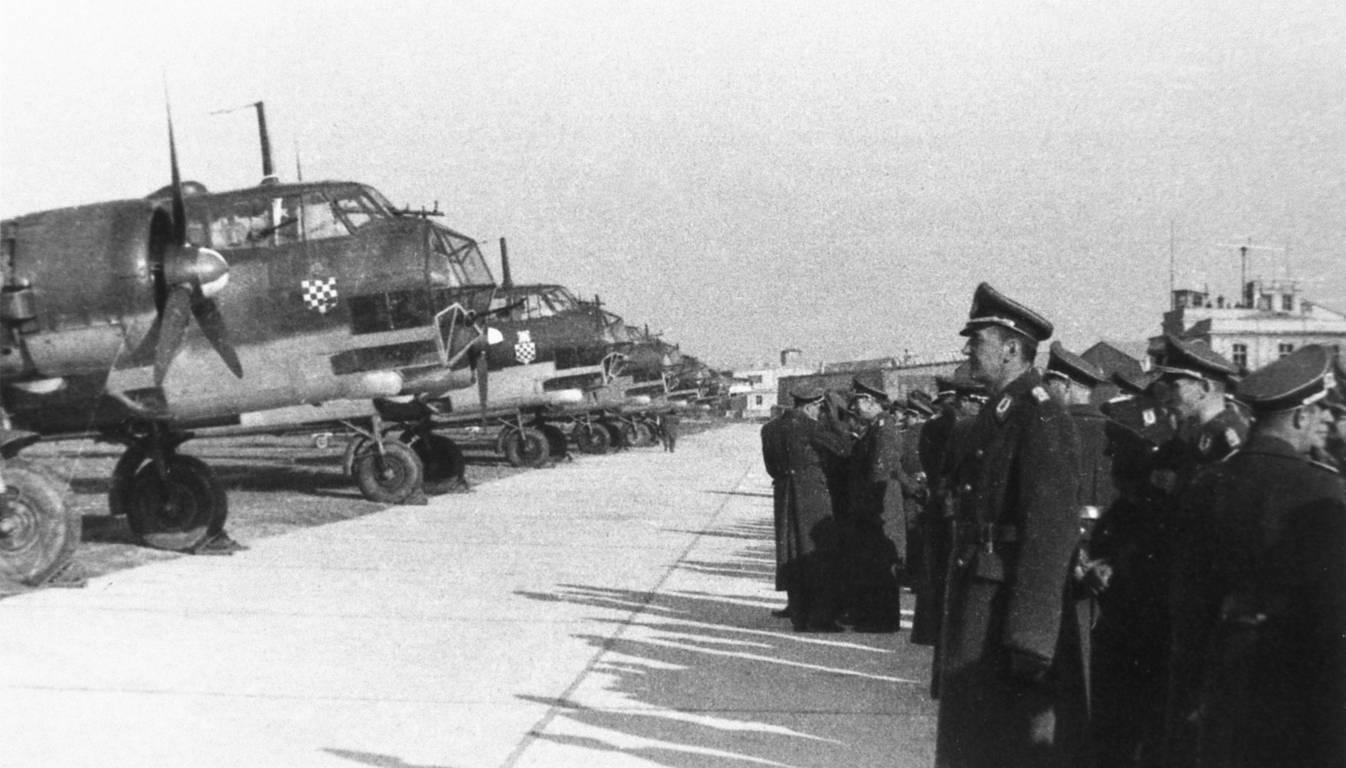
Dornier Do 17 Z-2/Z-3 der 15.(kroat.)/KG 53 „Kroatenstaffel“, Juli 1942

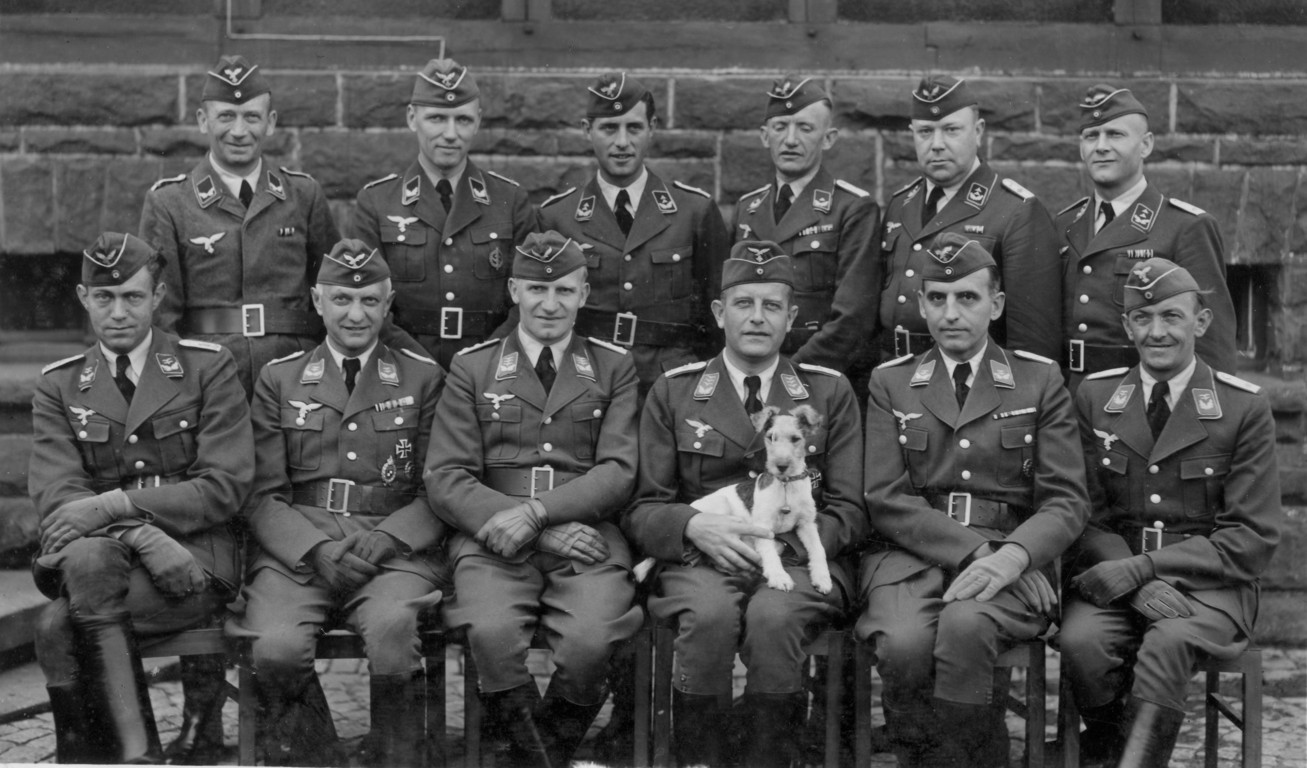
Stab I./KG 53, Foto: Mai/Juni 1940

Die folgende Tabelle zeigt die vollständige Auflistung aller fliegenden aktiven Einheiten (ohne Schulverbände) der Luftwaffe der Wehrmacht die hier zwischen 1937 und 1945 stationiert waren.
| Von            | Bis            | Einheit                                                                      | Ausrüstung                    |
| -------------- | -------------- | ---------------------------------------------------------------------------- | ----------------------------- |
| April 1937     | 1938/39        | Stab, II./KG 155 (Stab und II. Gruppe des Kampfgeschwaders 155)              | Dornier Do 23, Dornier Do 17E |
| Juli 1938      | April 1939     | Stab, I./KG 355                                                              | Heinkel He 111E, He 111H      |
| Mai 1939       | Februar 1940   | Stab, I./KG 53                                                               | Heinkel He 111H               |
| August 1939    | Oktober 1939   | 1.(F)/Aufkl.Gr. 123 (1. Staffel der Fernaufklärungsgruppe 123)               | Dornier Do 17P                |
| Februar 1940   | Mai 1940       | Stab, II./KG 2                                                               | Dornier Do 17Z                |
| Juni 1941      | Juli 1941      | III./KG 40                                                                   | Heinkel He 111                |
| September 1941 | Januar 1942    | II./KG 77                                                                    | Junkers Ju 88A                |
| Januar 1942    | Juli 1942      | III./KG 53                                                                   | Heinkel He 111H-6             |
| Mai 1942       | Juli 1942      | 15.(kroat.)/KG 53 (15. Staffel des Kampfgeschwaders 53 (kroatische Flieger)) | Dornier Do 17Z-3              |
| März 1943      | Mai 1943       | I./KG 76                                                                     | Junkers Ju 88A-4              |
| August 1943    | April 1944     | Stab, I./ZG 76 (Stab und I. Gruppe des Zerstörergeschwaders 76)              | Messerschmitt Bf 110G-2       |
| Mai 1944       | Juni 1944      | III./JG 3 (III. Gruppe des Jagdgeschwaders 3)                                | Messerschmitt Bf 109G-6       |
| Mai 1944       | Juni 1944      | Stab JG z. b. V. (Stab Jagdgeschwader zur besonderen Verwendung)             |                               |
| Juni 1944      | Juni 1944      | Stab JG 4                                                                    | Messerschmitt Bf 109G-6       |
| Juli 1944      | Juli 1944      | IV./JG 3                                                                     | Focke-Wulf Fw 190A-8          |
| August 1944    | September 1944 | KG 200                                                                       |                               |

Ende April 1945 wurde der von den abziehenden deutschen Truppen unbrauchbar gemachte Flugplatz von der 3. US-Armee besetzt und nach kurzer Instandsetzung als Advanced Landing Ground R-45 noch kurze Zeit als Einsatzflugfeld von der Ninth Air Force der United States Army Air Forces (USAAF) genutzt. Hier lagen bis Mai 1945 P-47 der 354th Fighter Group.

### Ansbach Air Depot/Katterbach Kaserne

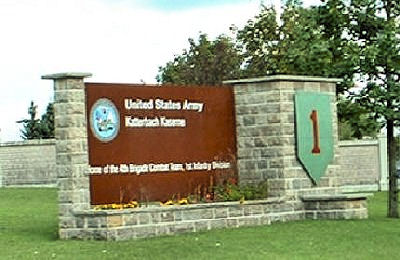
Eingang zur Katterbach-Kaserne

Nach Abzug der Kampfflugzeuge wurde der Standort zunächst ein Wartungs- und Logistikstandort der USAAF und im Mai 1947 an die United States Army übergeben, die ihn in Katterbach Kaserne umtauften. Nach Ende der Besatzungszeit wurde der ehemalige Fliegerhorst eine NATO-Einrichtung und Stationierungsort der 1st Armored Division (1st AD) der United States Army. Eine Vielzahl verschiedener Verbände der 1st AD nutzte die Kaserne in den folgenden Jahrzehnten und 1964 wurde der Flugplatz Standort der amerikanischen Heeresflieger. Die auf der anderen Seite der Bundesstraße 14 gelegene Bismarck-Kaserne war zwischen 1970 und 1988 Standort der 1-37 Armor, einem Panzerbataillon, das 1988 nach Vilseck verlegt wurde. Anschließend lag hier bis zu seiner Deaktivierung das Bataillon 1-1 Cavalry und danach bis 2006 Teile der 1st Infantry Division Aviation.
Nach einer Umorganisation beherbergte die Basis von 2006 bis 2015 zwei Bataillone der 12th Combat Aviation Brigade (12th CAB), das 3-158th Assault Helicopter Battalion (AHB) und das 5-158th General Support Aviation Battalion (GSAB), die insgesamt über vier Kompanien UH-60 und eine Kompanie CH-47 verfügten.
Am 29. April 2015 gab die United States Army im Zusammenhang mit der Umstrukturierung der 12. Kampfhubschrauberbrigade eine umfangreiche Truppenreduzierung bekannt. Die Umsetzung erfolgte noch im gleichen Jahr, wobei sämtliche UH-60 (64 inklusive eines Teils der in Wiesbaden und Landstuhl liegenden Kompanien des 1-214th Bataillons der 12th CAB) und vier von zwölf CH-47 abgezogen wurden. Als Ersatz kam eines der zuvor in Illesheim stationierten AH-64 Bataillone nach Ansbach. Dessen AH-64D wurden ab 2023 durch die AH-64E abgelöst.

## Heutige Nutzung

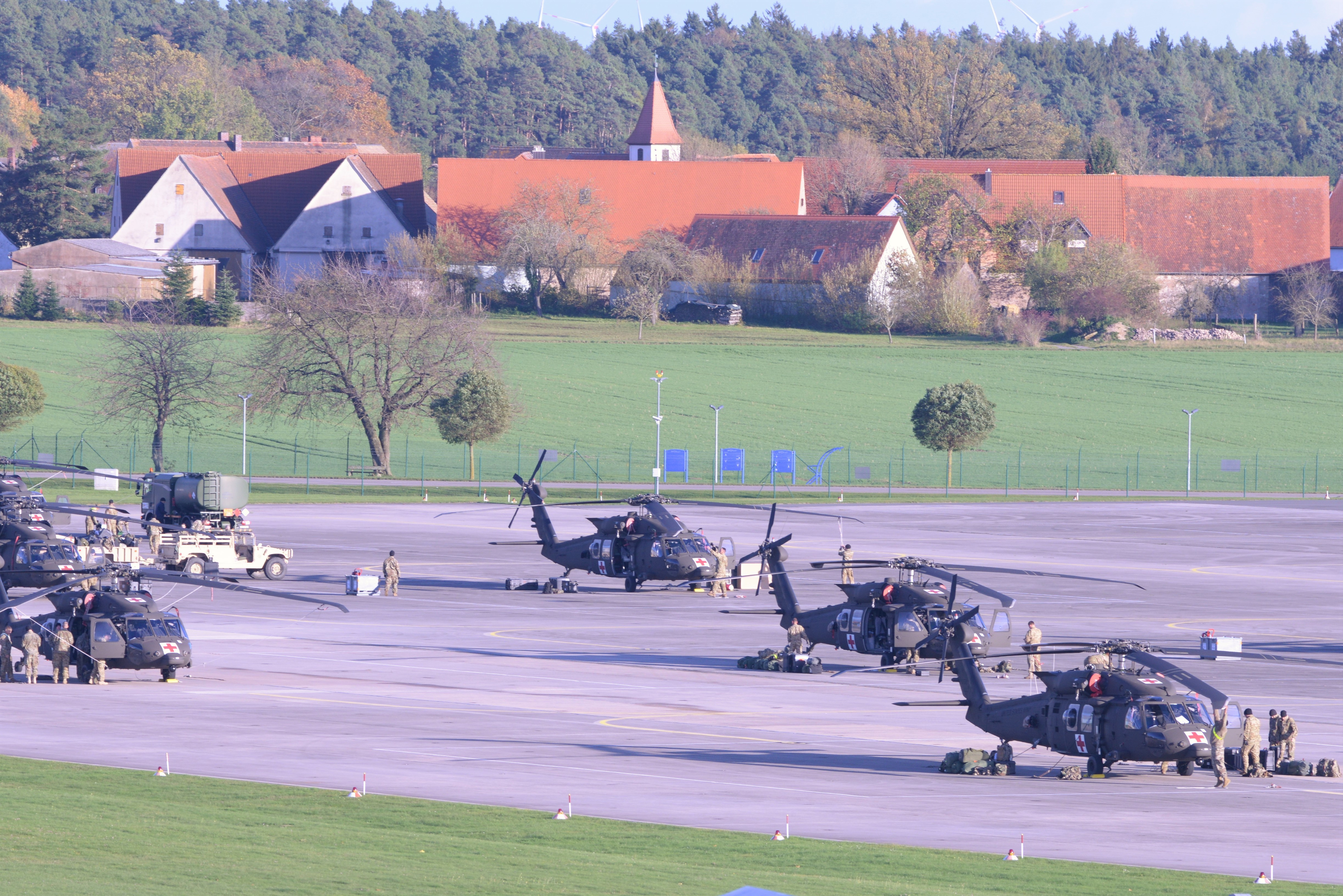
US-Transporthubschrauber vom Typ UH-60 des 227th Aviation Regiment im Oktober 2017

Die Basis beherbergt zurzeit (2020) eine Kompanie (company) Transporthubschrauber und ein Bataillon Kampfhubschrauber der 12th Combat Aviation Brigade sowie wechselnde Einheiten, die normalerweise in den USA stationiert sind.
- B Company des 1-214th General Support Aviation Battalion (GSAB), ausgerüstet mit einigen CH-47F. Das Gros des 1-214th GSAB ist auf dem Flugplatz Wiesbaden-Erbenheim stationiert.
- 1-3rd Attack Reconnaissance Battalion (ARS), ausgerüstet mit AH-64

Hinzu kommen sogenannte Rotational Aviation Forces anderer Kampfbrigaden, die temporär für einige Monate aus den USA nach Europa verlegt werden.